# Gonzalagunia surinamensis
Gonzalagunia surinamensis är en måreväxtart som beskrevs av Cornelis Eliza Bertus Bremekamp. Gonzalagunia surinamensis ingår i släktet Gonzalagunia och familjen måreväxter. Inga underarter finns listade i Catalogue of Life.